# Badminton England
Badminton England ist die oberste nationale administrative Organisation in der Sportart Badminton in England und hat seinen Sitz im National Badminton Centre in Milton Keynes.

## Geschichte
Der Verband wurde 1934 als Badminton Association of England gegründet und ging aus der 1893 gegründeten Badminton Association hervor. Der Verband war Gründungsmitglied der International Badminton Federation. Das Büro des Verbandes befand sich bis 1980 in Bromley, Kent. Danach wurde der Sitz nach Milton Keynes verlegt. Der Verband hat die Departments Elite Play, Events, Membership, Development und Coaching. 2006 tätigte Badminton England ein Joint Venture mit Inchima Limited namens badminton.tv zum Online-Coaching der Mitglieder.

## Bedeutende Persönlichkeiten

### Präsidenten
- Arthur Hill, 1934–1950
- George Alan Thomas, 1950–1952
- R. Bruce Hay, 1952–1961
- Stuart Wyatt, 1965–1985
- Arthur E. Jones, 1985–1990
- Peter Birtwistle, 1991–1996
- William E. Andrew, 1996–2004
- John Havers, 2004–2010
- Geoff Rofe, 2010–2016
- Diana Troke, 2016–

### Weitere Persönlichkeiten
- Herbert Scheele, ehemaliger Generalsekretär

## Publikationen
- Badminton Gazette
- Badminton

## Veranstaltungen, Turniere und Ligen
| - All England - All England Seniors’ Championships - Berkshire Championships - Buckinghamshire Championships - Cambridgeshire Open - Cazenove Championships - Cumberland Championships - Derbyshire Open - Devon Championships - Durham Open - Eastbourne Open - Ebbisham American - Englische Meisterschaft - Englische Juniorenmeisterschaft - English Invitation Tournament - English Invitation Singles Tournament - English Masters - Essex Open - Guernsey Open - Guildford Open - Hampshire Championships - Harrogate Invitation - Hertfordshire Championships - Hull Open - Inter-County Championships - Isle of Wight Championships - Jersey Open - Kent Championships - Ladbroke Trophy - Lancashire Open - Leicester Open - Leicestershire Open | - Littlehampton Open - Logan Championships - London Championships - London League - Middlesex Championships - Norfolk Open - North London Championships - Northamptonshire Championships - Northern Championships - Northern Counties Championships - Northumberland Championships - Nottinghamshire Championships - Oxfordshire Open - Portsmouth and District Championships - Premier Division - Somerset Championships - South of England Championships - Staffordshire Open - Surrey Championships - Sussex Championships - West Hants Championships - West of England Championships - West Sussex Championships - Westmorland Open - Wiltshire Open - Wimbledon Open - Worcestershire Championships - Yorkshire Championships |